# Museu de Belles Arts d'Astúries
El Museu de Belles Arts d'Astúries està instal·lat en el Palau de Velarde, la Casa d'Oviedo-Portal i la Casa de Solís-Carbajal en els carrers de la Rúa i Santa Ana d'Oviedo.
Va ser inaugurat el 19 de maig de 1980 a partir de la col·lecció d'art propietat de l'antiga Diputació Provincial d'Oviedo, ara depèn de la Conselleria de Cultura del Principat d'Astúries i és sufragat amb fons del Principat i de l'Ajuntament d'Oviedo.
El Museu actualment compta amb un fons d'entre 8 i 10.000 peces inventariades, encara que realment només s'exposin entre 350-400 al públic. Conté pintures d'artistes espanyols -destacant els asturians- i estrangers (destacant la pintura italiana i flamenca), a més d'escultures, fotografies i objectes de vidre. El projecte d'ampliació del Museu està a càrrec de l'Arquitecte Francisco Beloqui Mangado.

## Obres exposades

### Casa d'Oviedo-Portal
- Obres de Joaquim Sorolla i Bastida, Pablo Picasso, Umberto Pettinicchio, Tàpies i Miquel Barceló.

### Palau de Velarde
- Sala d'exposicions temporals.
- 18 taules del Retaule de Santa Maria, realitzat pel mestre de Palanquinos, i procedent de Valladolid.
- Retaules medievals procedents de Catalunya i Mallorca.
- Pintures flamenques del segle xvi.
- Apostolat complet d'El Greco, un dels tres existents en el món (els altres dos són a Toledo).
- Pintures renaixentistes: Berruguete i Ticià.
- Barroc espanyol i italià: Rivera, Guido Reni, Francisco de Zurbarán, Bartolomé Esteban Murillo.
- Pintures mitològiques de Peter Paul Rubens i obra religiosa de Rizi.
- Pintures de Miguel Jacinto Meléndez (pintor del Rei Felip V).
- Obres de Goya, Angelica Kauffman, Montalvo, Esteve.
- Pintures asturianes: Nicanor Piñole, Evaristo Valle i Juan Carreño de Miranda.
- Pintors romàntics, realistes i modernistes, tant asturians com de la resta d'Espanya.
- Rellotge de Javier Méndez, rellotger gallec, datat de 1800.
- Parell de Pistoles de 1795, fabricades per dos armers bascos en la Primera Fàbrica d'Armes d'Astúries.